# Dioscorea glabra
Dioscorea glabra là một loài thực vật có hoa trong họ Dioscoreaceae. Loài này được Roxb. mô tả khoa học đầu tiên năm 1832.